# Billaea robusta
Billaea robusta là một loài ruồi trong họ Tachinidae.